# Кюрегасі
Кюрега́сі (рос. Кюрегаси, чув. Кĕрекаç) — присілок у Чувашії Російської Федерації, у складі Кадікасинського сільського поселення Моргауського району.
Населення — 175 осіб (2010; 190 в 2002, 249 в 1979; 307 в 1939, 309 в 1926, 315 в 1906, 211 1858).

## Історія
Історичні назви — Ачкарянка, Ачкарясь, Крекасі, Курегась-Сесмери, Кюрегась-Ачкарян-Сесмер. Утворився як околото присілку Ачкарень-Сесмер (нині у складі присілку Кюрегасі). До 1866 року селяни мали статус державних, займались землеробством, тваринництвом. 1930 року утворено колгосп «Наука». До 1920 року присілок перебував у складі Татаркасинської волості Козьмодемьянського, до 1927 року — Чебоксарського повіту. 1927 року присілок переданий до складу Татаркасинського району, 1939 року — до складу Сундирського, 1962 року — до складу Чебоксарського, 1964 року — до складу Моргауського району.

## Господарство
У присілку діють птахофабрика «Моргауська», клуб та магазин.